# Frank A. Beach
Frank Ambrose Beach, Jr. (* 13. April 1911 in Emporia; † 15. Juni 1988 in Berkeley) war ein US-amerikanischer Biopsychologe und Ethologe, der als Professor zuletzt an der University of California, Berkeley lehrte.  Er wird als einer der Begründer der Verhaltensendokrinologie angesehen.

## Leben
Er wurde als erstes von drei Kindern von Frank Ambrose Beach und Bertha Robinson Beach geboren. Sein Vater war Musikprofessor am Kansas State Teachers College (der heutigen Emporia State University). Er begann ein Englischstudium in Emporia mit der Absicht, Englischlehrer an einer High School zu werden. Beach war ein schlechter Schüler, so dass er für sein zweites Studienjahr an das Antioch College geschickt wurde, um sich neu zu orientieren. Beach kehrte nach Emporia zurück, wo er seinen ersten Psychologiekurs bei James B. Stroud belegte. Beach schloss sein Studium mit einem B.A.1932 ab. Da er keine Stelle als Lehrer finden konnte, nahm er ein Stipendium für klinische Psychologie in Emporia an, um einen Master-Abschluss (M.Sc.) zu machen. Er schrieb dafür eine Arbeit über das Farbensehen bei Ratten. Nach seinem Master-Abschluss 1933 wechselte mit einem Stipendium des Psychologen Harvey Carr an die University of Chicago. In Chicago lernte Beach den Verhaltenspsychologen Karl Lashley kennen, der vielleicht den stärksten Einfluss auf sein berufliches Leben hatte. Wegen finanzieller Schwierigkeiten verließ er Chicago und nahm eine Stelle als Highschool-Lehrer im Yates Center, Kansas an. 1935 kehrte er an die University of Chicago zurück und schloss unter der Leitung von Harvey A. Carr eine Doktorarbeit über die Rolle des Neokortex auf das angeborene mütterliche Verhalten bei Ratten ab („The rolle of the neocortex in innate maternal behavior in rats“). Obwohl Beach seine Dissertation 1936 beendete, erhielt er den Doktortitel (Ph.D.) erst 1940, da er den fremdsprachlichen Teil der Abschlussanforderungen vorerst nicht bestanden hatte. 1936 arbeitete er für ein Jahr im Labor von Karl Lashley in Harvard University, dort forschte er zum Thema des Einflusses von Hirnverletzungen auf das Sexualverhalten von Ratten.
Ab 1937 war er zehn Jahre lang am American Museum of Natural History in New York tätig, wo er schließlich das Department of Animal Behavior gründete und leitete. 1946 kehrte er wieder in die akademische Welt zurück und arbeitete an der Yale University, wo er ab 1950 eine Stirling-Professur in der Abteilung für Psychologie innehatte. 1958 wurde er an die University of California, Berkeley berufen und arbeitete hier bis zu seiner Emeritierung im Jahre 1978, blieb aber weiter in der Forschung aktiv. In Berkeley war er Gründungsdirektor der Field Station for Behavioral Research, einer Einrichtung, die sich dem Studium von Tieren in naturnaher Umgebung widmet. Er spielte auch eine wichtige Rolle bei der Einführung amerikanischer Psychologen in die Arbeit europäischer Ethologen und pflegte intensive Kontakte zu Konrad Lorenz, Robert Hinde und Nikolaas Tinbergen.

## Werk
Seine wissenschaftlichen Beiträge überbrückten drei miteinander verwobene Forschungsbereiche: Verhaltensendokrinologie, Sexualverhalten und die vergleichende Untersuchung des Verhaltens von Tieren. In seiner umfassenden Monografie „Hormones and Behavior“ von 1948 stellt er die Zusammenhänge zwischen endokrinen Sekreten und offenen Reaktionsmustern bei Wirbeltieren dar. Darüber hinaus gründete er die heute noch bestehende Zeitschrift Hormones and Behavior, deren Schwerpunkt auf den neuroendokrinen und endokrinen Mechanismen, die die Entwicklung des Verhaltens beeinflussen, sowie auf der ökologischen und evolutionären Bedeutung der Beziehungen zwischen Hormonen und Verhalten liegt; damit gilt er als einer der Begründer der Verhaltensneuroendokrinologie. In seinem Werk versuchte er, das Verhalten nicht nur im Hinblick auf die wechselseitigen Beziehungen zu neuronalen und endokrinen Prozessen zu verstehen, sondern in dynamischer Beziehung zu der komplexen Umwelt, in der die Tiere leben, und er war der Ansicht, dass Verhalten in einem evolutionären Rahmen verstanden werden sollte.
Ein weiteres fundamentales Werk ist „Patterns of sexual behavior“ (1951), das er zusammen mit dem Anthropologen Clellan S. Ford verfasst hat. Diese Arbeit stützt sich auf den Cross Cultural Survey der Yale University (bzw. die Human Relations Area Files); für die Analyse und den Vergleich der sexuellen Verhaltensweisen wurden 190 gegenwärtig lebende Menschengruppen ausgewählt, um einen repräsentativen Querschnitt durch verschiedenartigste menschliche Kulturen von der Arktis bis zur Südspitze Australiens und von gänzlich isoliert lebenden Ethnien bis zu modernen Gesellschaften zu erhalten. Die Untersuchung schließt zudem das Sexualverhalten zahlreicher Tierarten von den Menschenaffen bis zu den niederen Säugetieren ein. Er war aber vorsichtig mit Verallgemeinerungen über verschiedene Arten hinweg (z. B. hinsichtlich homosexueller und masturbatorischer Aktivitäten). Er betonte, dass die Paarung von Männchen und Weibchen, wie sie bei Laborratten oder Affen zu beobachten ist, sich deutlich von den kulturell komplexen Prozessen geschlechtsspezifischer Präferenzen beim Menschen unterscheidet. Beach warnte davor, dass „oberflächliche Ähnlichkeit allein keine theoretischen Schlussfolgerungen rechtfertigt“ und betonte, wie wichtig es sei, die zugrunde liegenden Mechanismen zu verstehen und nur solche Muster zu verallgemeinern, die eine echte funktionale und kausale Ähnlichkeit aufweisen. Er gilt zusammen mit Lisbeth Jordan auch als Entdecker des Coolidge-Effekts.

## Ehrungen
- 1986: Award for Distinguished Teaching in Biopsychology von der American Psychological Association
- 1977: Präsident der International Academy of Sex Research
- 1968: Präsident der Western Psychological Association
- Mitglied der National Academy of Sciences
- Mitglied der American Philosophical Society
- Mitglied der American Academy of Arts and Sciences
- Warren-Medaille der Society of Experimental Psychologists
- 1951: Präsident der Eastern Psychological Association
- Mitglied der National Science Foundation
- 1957–58: Fellow am Center for Advanced Study in the Behavioral Sciences in Stanford, California
- 1955: Mitglied des National Research Council's Committee for the Study of Problems of Sex
- 1949: Präsident der American Psychological Association
- Die Society of Behavioral Neuroendocrinology vergibt ab 1990 den Frank A. Beach Early Career Award für Nachwuchswissenschaftler.[4]

## Publikationen (Auswahl)
Monografien
- Originalpublikation Human sexuality in four perspectives. Johns Hopkins University Press, Baltimore 1977.
- Mit Clellan S. Ford: Formen der Sexualität: Das Sexualverhalten bei Mensch und Tier. (3. Aufl.) Rowohlt, Reinbek b. Hamburg 1971, ISBN 978-3-499-68006-9.
  - Originalpublikation Patterns of Sexual Behaviour. Eyer & Spottiswoody, London 1952.
- Mit Clellan S. Ford: Das Sexualverhalten von Mensch und Tier. Colloquium Verlag, Berlin 1954.
- Originalpublikation Hormones and Behavior: A Survey of Interrelationship between Endocrine Secretions and Patterns of Overt Response. Paul B. Hoeber, New York 1948.

Zeitschriftenartikel
- Behavioral Endocrinology: An Emerging Discipline: How hormones affect – and are affected by – behavior is a subject of increasing interest to students of human and animal behavior. In: American Scientist, 1975, 63 (2), S. 178–187.
- Sexual Attractivity, Proceptivity, and Receptivity in Female Mammals. In: Hormones and Behavior, 1976, 7 (1).
- Effects of Early Experience Upon the Behavior of Animals. In: Psychological Bulletin, 1954, 51 (3), S. 239–263.
- Effects of brain lesions upon running activity in the male rat. In: Journal of Comparative Psychology, 1941, (31), S. 145–179.
- The Neural Basis of Innate Behavior. In: Journal of Comparative Psychology, 1937, 24, S. 393–440.

## Privates
Während seiner Zeit als Highschool-Lehrer in Yates Center heiratete er seine erste Frau. Die Ehe war nur von kurzer Dauer. In der Zeit an der University of Chicago heiratete er im März 1936 seine zweite Frau, Anna Beth Odenweller. Sie war eine Frau vom Lande aus Kansas, die an der Goodman School of Theater am Chicago Art Institute studiert hatte und die er im Chor kennengelernt hatte. Zusammen bekam sie zwei Kinder, Frank A. Beach III, geboren 1937, und Susan Elizabeth Beach, geboren 1942. Nach dem Tod von Anna († 1971) heiratete er Noel Gaustad.